# Национальное собрание (Чехословакия)
Национальное собрание (чеш. Národní shromáždění, словац. Národné zhromaždenie) — высший законодательный орган Чехословакии в 1918—1939, 1945—1968 годах. За время своего существования несколько раз менял своё название:
- 1918—1920 годы — Революционное национальное собрание (чеш. Revoluční národní shromáždění, словац. Revolučné národné zhromaždenie),
- 1920—1939 годы — Национальное собрание Чехословацкой Республики,
- 1945—1946 годы — Временное национальное собрание Чехословацкой Республики,
- 1946—1948 годы — Учредительное национальное собрание Чехословацкой Республики,
- 1948—1960 годы — Национальное собрание Чехословацкой Республики,
- 1960—1968 годы — Национальное собрание Чехословацкой Социалистической Республики.

Преемником Национального собрания ЧССР стало Федеральное собрание.

## Структура, состав, срок полномочий
До 1948 года состояло из Сената и Палаты депутатов. Состояло из 300 депутатов, сенат — из 150 сенаторов.

## Избрание
Национальное собрание избиралось по мажоритарной системе (до 1954 года — по пропорциональной) сроком на 6 лет, Сенат — на 8 лет. Активное избирательное право — 21 год, для Сената — 26 лет, пассивное — 30 лет, для Сената — 45 лет.

## Конституирование
Национальное собрание само проверяло полномочия своих членов, до 1948 года эту функцию осуществлял избирательный суд. Заседания вёл Председатель Национального собрания (předseda Národního shromáždění). Депутаты приносили следующую присягу: «Я обещаю быть верным Чехословацкой республике, соблюдать её законы и осуществлять свой мандат представителя в меру моего разумения и моих сил».

## Парламентские процедуры
Резиденция находилась в Праге. Сессии собирались два раза в год Президентом, который мог отсрочить не более чем на месяц. Кворум — треть членов, решения принимались простым большинством голосов. Председатель Правительства и министры могли участвовать в заседаниях Национального собрания.

## Статус депутатов
Депутаты не могли быть подвергнуты уголовному или гражданскому преследованию без разрешения Национального собрания, не могли быть задержаны, кроме как задержания на месте преступления, депутаты могли отказываться давать показания, имели право на отпуск на время сессии, получали жалованье за исполнение депутатских полномочий.

## Роспуск
Президент мог распустить Национальное собрание, при этом он не мог распускать Национальное собрание в последние 6 месяцев своих полномочий.

## Президиум
Состоял из 24 членов (до 1948 года назывался «комитет 24»), каждый из которых имел своего заместителя. Осуществлял полномочия Национального собрания между сессиями. До 1948 года — 16 членов избиралось Палатой депутатов, 8 членов — Сенатом, в таких же пропорциях избирались заместители, формирование осуществлялось пропорционально численности фракций, председатель правительства и министры не могли входить в президиум. До 1948 года сам избирал председателя и двух заместителей, с 1948 года в него входили Председатель Национального собрания и заместители Председателя Национального собрания. Кворум — половина членов, решения принимались простым большинством голосов.